# Souvenir d'un lieu cher
Souvenir d'un lieu cher (en ruso: Воспоминание о дорогом месте, 'Recuerdo de un lugar querido') es un grupo de tres piezas, o movimientos, para violín y piano, creadas por el compositor ruso Piotr Ilich Chaikovski en 1878 publicados como op. 42.

## Estructura
1. Méditation (Размышление) andante molto cantabile (re menor)
2. Scherzo (Скерцо) presto giocoso (do menor)
3. Mélodie (Мелодия) moderato con moto (mi bemol mayor)

## Historia de la composición

### Composición de Méditation
En marzo de 1878, Chaikovski, junto con su hermano menor Modest (así como su alumno sordomudo de diez años Kolya Konradi) y su amigo cercano Joseph Kotek, estaban en la ciudad turística suiza de Clarens, donde el compositor trabajaba en su Concierto para violín e interpretó regularmente obras para violín y piano con Kotek de varios compositores.

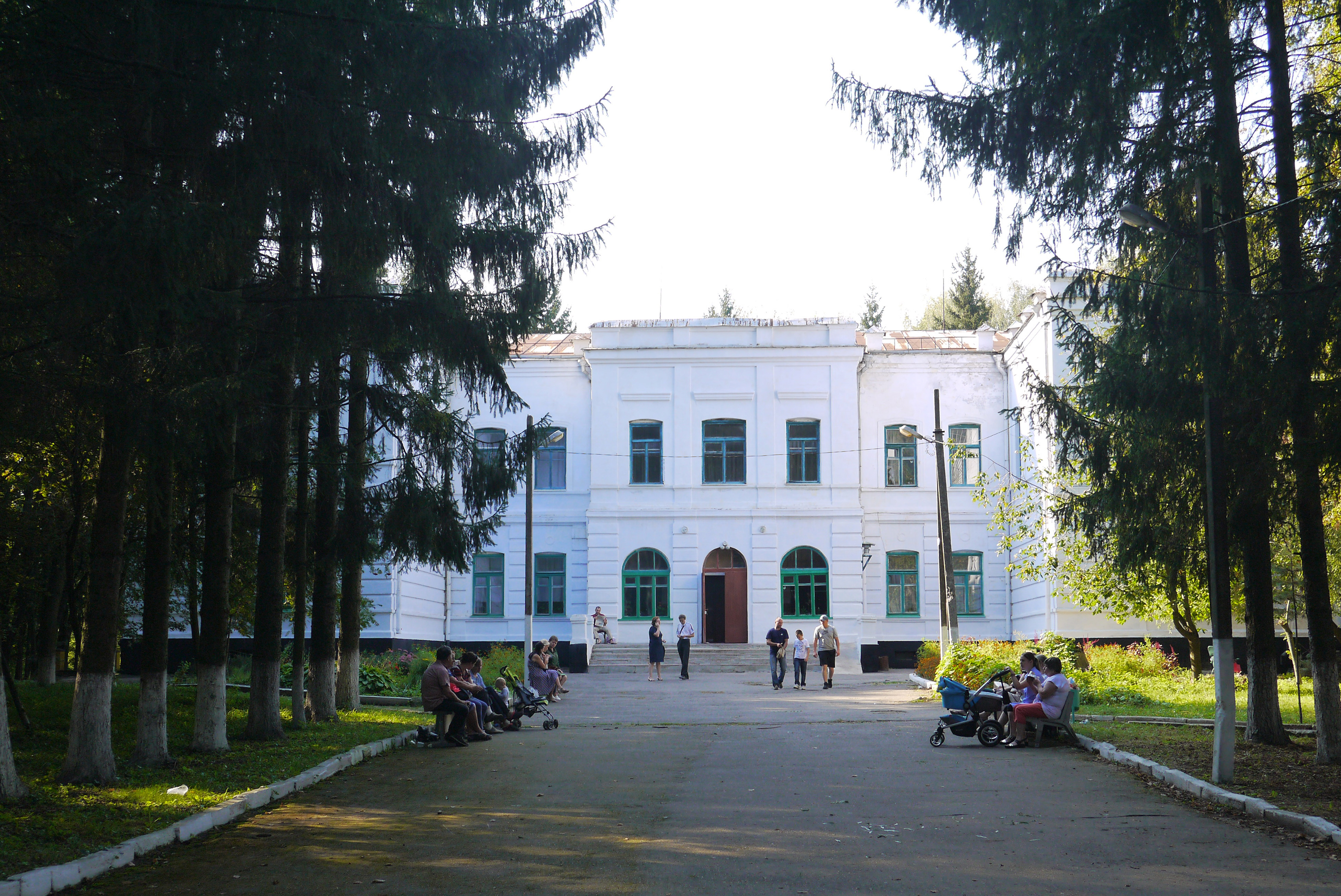
Casa de la finca de Brailov

El 10 de marzo, Chaikovski informó a Nadezhda von Meck que iba a comenzar a componer el Segundo Movimiento del Concierto para violín, Andante, al día siguiente. Le llevó del 11 al 14 de marzo componer esta parte. El 22 de marzo, el compositor ya informaba: “Por la noche toqué [junto a Iosif Kotek] el Andante, que le gustó mucho menos que el primer movimiento. Y yo mismo no estoy particularmente feliz". El mismo día, pero en otra carta (a Nadezhda von Meck), Chaikovski informó: “El Andante, después de ejecutarlo con el violín, no me satisfizo, y lo corregiré radicalmente o escribiré uno nuevo”. El compositor informó a su hermano menor Anatoly sobre la decisión final al día siguiente: “el Andante fue rechazado, y mañana tendré que escribir uno nuevo”. Más tarde, el 5 de abril de 1878, le escribió a Nadezhda von Meck: “El primer [Andante] compondrá una pieza para violín independiente, a la que yo agregaré otras dos piezas para violín que concebí. Compondrán una obra separada, que también le entregaré antes de imprimir…”. Alexander Komarov considera que esta carta es la primera mención de la idea del ciclo y explica la parte final de la frase anterior con el amor especial de Nadezhda von Meck por las composiciones para violín. Por eso, el compositor promete dar a conocer la obra a su patrona antes de que se publique.

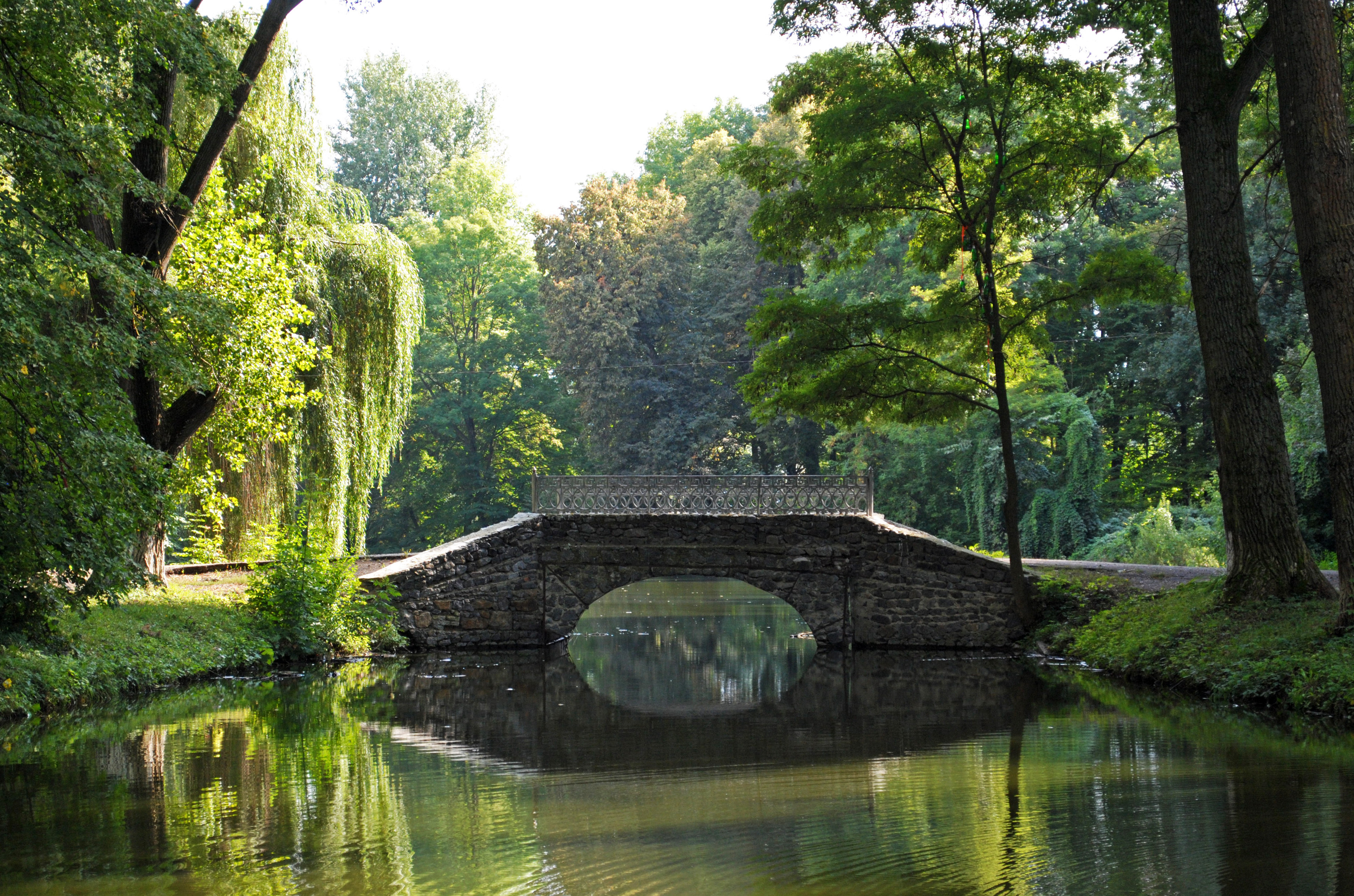
Jardín de la finca de Brailov

El musicólogo ruso moderno Alexander Komarov creía que la idea de crear una serie de piezas para violín y piano podría haberse inspirado en la práctica diaria de tocar música juntos y en las conversaciones de Chaikovski y Kotek. El biógrafo británico del compositor Simon Mundy declaró: "Chaikovski odiaba esta combinación de instrumentos y juró que nunca escribiría tales obras". Al componer el Concierto para violín no se conformó con su parte lenta y compuso una nueva. Posteriormente, la parte rechazada se convirtió en la primera pieza del ciclo "Memorias de un lugar querido". Alexander Komarov sugirió que los bocetos de las otras dos piezas que menciona Chaikovski podrían haber sido creados en Clarens[.
El hermano menor del compositor, Modest es extremadamente breve en su actitud hacia la obra en el segundo volumen de su libro sobre su hermano (según documentos almacenados en el archivo de Klin). Aplicado al Concierto para violín, escribió: “Al compositor no le gustó el Andante interpretado por Kotek, y el 22 de marzo decidió escribir uno nuevo”. A "Memorias de un lugar querido" lo honró con solo unas pocas frases de los tres volúmenes: "VII. Op. 42. "Recuerdo de un lugar querido", tres piezas para violín con acompañamiento de piano: No. 1 Meditación; Nº 2 Scherzo; Nº 3 Melodía. El No. 1 fue compuesto en Clarens y es el Andante original del concierto. Los otros dos números los compuso en Brailov el 20 de mayo. Edición de P. I. Yurgenson”.

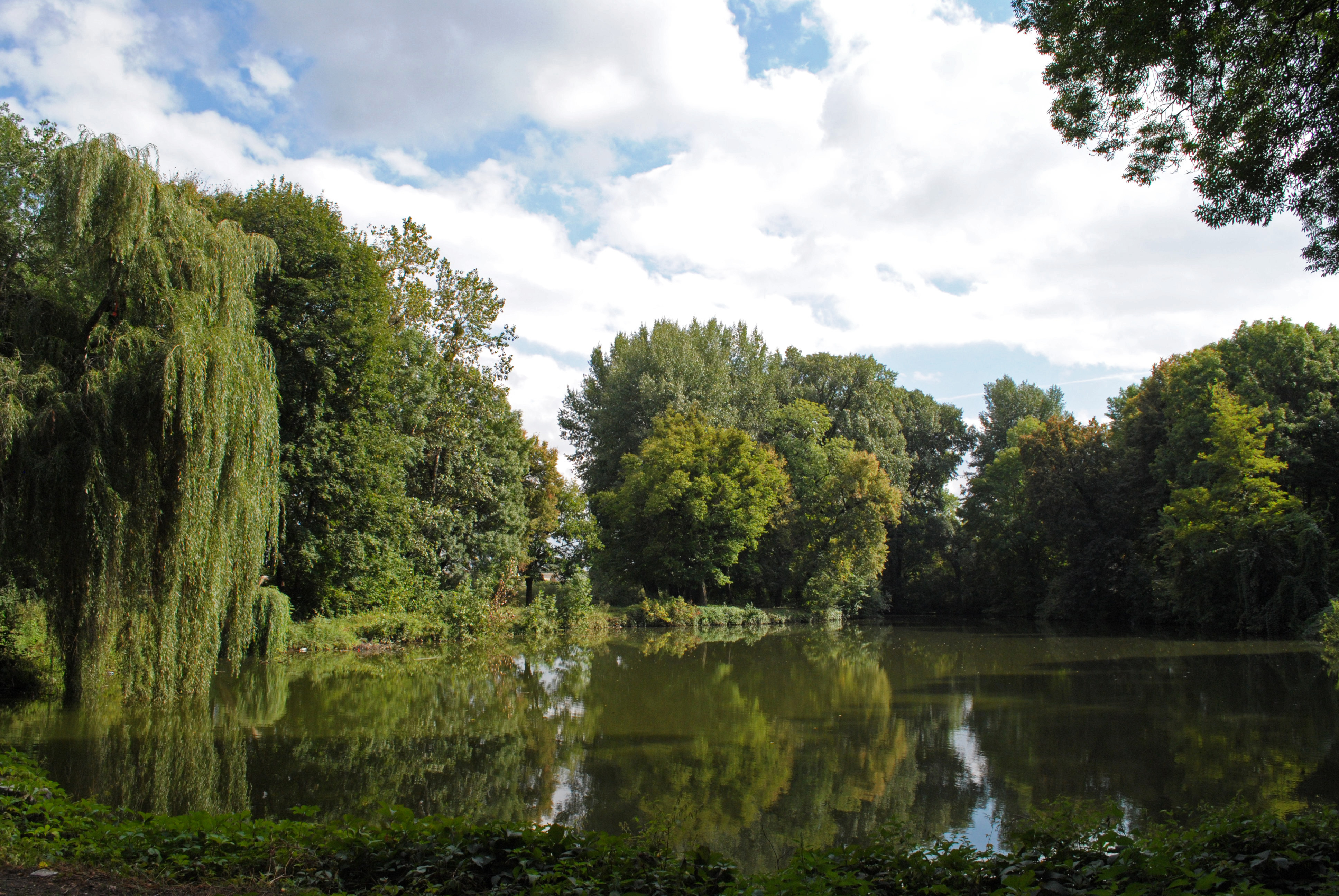
Jardín de la finca de Brailov

### Composición de Scherzo y Melodie
"Memorias de un lugar querido" recibe su nombre en memoria de la estancia del compositor en la finca de Nadezhda von Meck en Brailov en el distrito de Vínnitsa de la provincia de Podolsk del Imperio Ruso, donde aparentemente el compositor terminó de trabajar en su obra. El propio compositor describió sus impresiones sobre esta finca de la siguiente manera: “¡las lilas estaban todavía en flor, la hierba no estaba cortada, las rosas apenas habían comenzado a brotar!”, “Pasé la semana de primavera muy bien solo». El Doctor en Artes Lev Raaben llamó la atención sobre otro fragmento de la carta de Chaikovski a von Meck: “Los ruiseñores cantaron, una canción vino de lejos. ¡Qué belleza!”

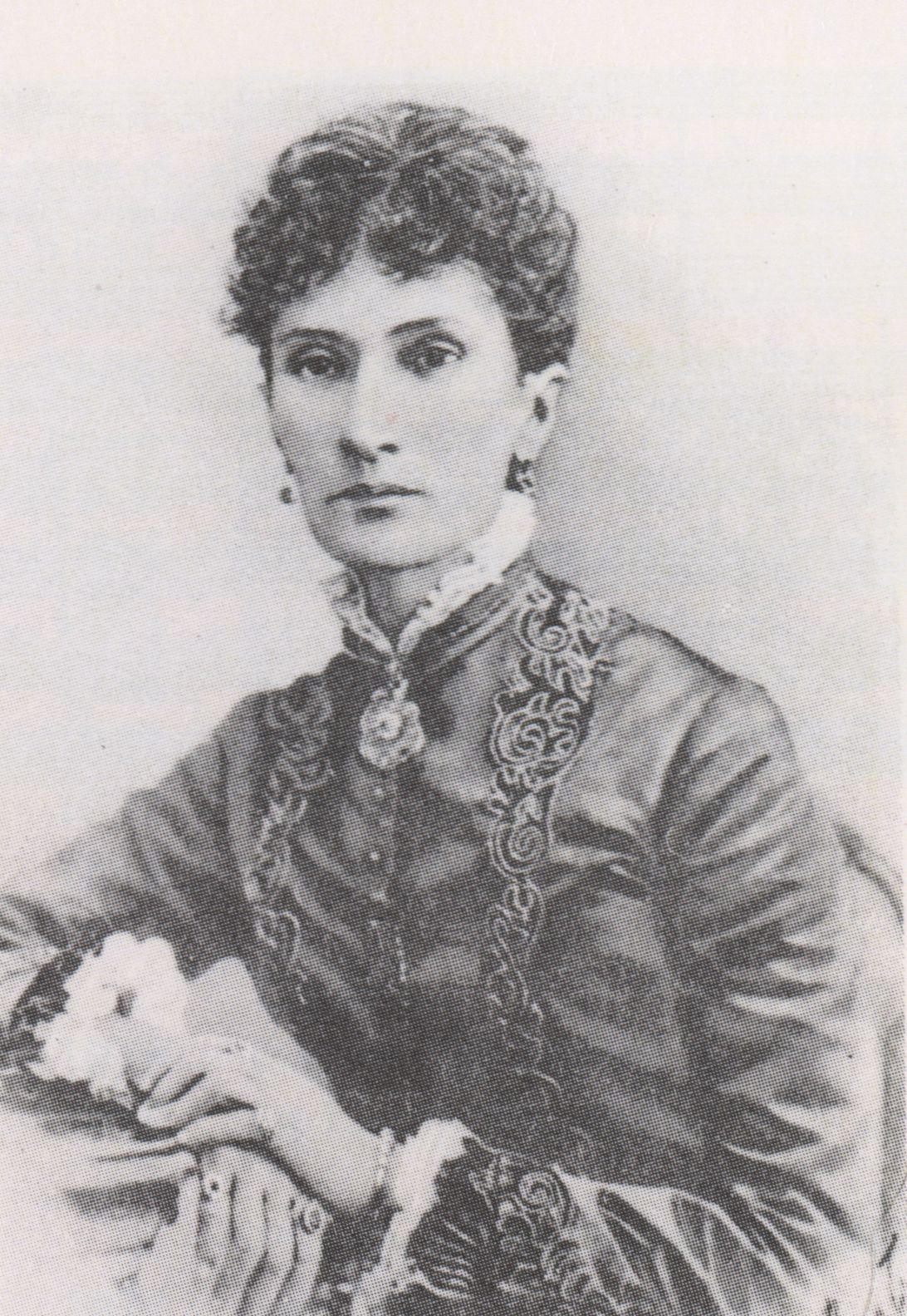
Nadezhda von Meck

El compositor ya había rechazado una vez la oferta de su patrona de descansar en la casa de Moscú que le pertenecía. Recordando la consternación de Nadezhda von Meck en relación con esta negativa, Chaikovski esta vez se sintió obligado a aceptar una invitación a su finca Brailov, ubicada no lejos de Kamenka, donde la hermana de Chaikovski, Alexandra, vivía con su esposo e hijos, y donde él mismo estaba en el momento de la nueva invitación. . El compositor llevó consigo a su querido sirviente Alexei Sofronov. En Brailov, según el biógrafo inglés del compositor Anthony Holden, Tchaikovsky "vivió a lo grande" durante diez días. Incluso logró olvidar durante bastante tiempo a su esposa Antonina Milyukova y su grave crisis interna, prueba de lo cual fue la composición de las dos piezas para "Memorias de un lugar querido".
Las circunstancias de la estancia del compositor en Brailov son descritas en detalle por el biógrafo de Chaikovski, David Brown. Nadezhda von Meck invitó a Pyotr Ilyich a la finca en un momento en que ella misma planeaba estar fuera. Para que Chaikovski no fuera molestado, instruyó a sus sirvientes: "el invitado debe tener total libertad, ellos mismos están obligados a obedecerlo sin cuestionamientos y, si es posible, a no llamar su atención". Se suponía que el sirviente de Chaikovski, Alexei Sofronov, era un intermediario entre ellos y su amo. A los sirvientes no se les dijo nada sobre la identidad del huésped, por lo que finalmente concluyeron que podría ser el prometido de una de las hijas de la dueña de la finca. La casa estaba magníficamente amueblada y era cómoda, con varios instrumentos musicales excelentes, pero la propiedad en sí, según Brown, le parecía poco atractiva al compositor. Sin embargo, los paseos por sus alrededores dieron gran placer a Chaikovski. Durante sus paseos cerca de la finca, descubrió un convento con un buen coro de iglesia, que a menudo venía a escuchar durante los servicios divinos. El compositor también se interesó por la recolección de setas. Brailov le proporcionó tranquilidad y confianza, gracias a las cuales pudo trabajar fructíferamente.
La violinista y profesora de música Lyudmila Ivonina afirmó que el encargo de un ciclo de piezas para violín de Nadezhda von Meck le llegó al compositor con la esperanza de que el conocido intérprete y amigo cercano de Chaikovski, Iosif Kotek participara en su interpretación. Fue a él a quien el compositor dedicó su Waltz-Scherzo. Kotek tuvo un papel destacado en la creación del Concierto para violín del compositor. Al principio, Chaikovski se negó a cumplir con el encargo, justificándolo por estar ocupado componiendo una sinfonía y la imposibilidad de componer bajo coacción. Ivonina, refiriéndose a una carta a von Meck fechada el 1 de mayo de 1877, escribió que también vio en el encargo de la patrona "un deseo velado de brindarle asistencia material elemental" debido a la difícil situación financiera de Chaikovski.
Alexander Komarov hizo una pregunta retórica a los lectores de su artículo sobre el ciclo de violín de Chaikovski: "¿En qué forma existía la partitura de la primera pieza en el momento en que se creó el ciclo?" Él mismo creía que la pieza ya había sido escrita para violín y piano (Lev Raaben creía que el trabajo sobre la pieza se completó en Brailov, pero su revisión significativa no se hizo allí).
Solo un tiempo después de la finalización del Concierto para violín, Chaikovski decidió comenzar a crear un ciclo completo de piezas para violín. El 21 de mayo de 1878, le escribió a Nadezhda von Meck, ya en su propiedad de Brailov: “Vuelvo a casa y escribo las piezas para violín. Una ya está completa. Si no me equivoco, te gustará, aunque hay lugares donde el acompañamiento es bastante difícil, y me temo que te enfadarás. Las otras dos no serán nada difíciles". Ivonina dijo en su artículo de que Chaikovski no informó a von Meck de que la primera parte del ciclo en realidad representa una reelaboración de la parte central del Concierto para violín, que ya había sido escrita en ese momento y rechazada por el autor. El índice temático y bibliográfico de las obras de Chaikovski, editado por Polina Vaidman, presenta un punto de vista fundamentalmente diferente sobre el origen de la idea del compositor sin referencia a los argumentos y fuentes autorizadas de esta afirmación: "El ciclo fue concebido, obviamente, a petición de Kotek". Más tarde, el mismo punto de vista fue apoyado por Irina Okhalova, nuevamente sin dar argumentos ni fuentes.
El ciclo fue creado por Chaikovski en mayo de 1878, dos meses después de la composición del Concierto para violín. El compositor entregó el autógrafo de su nueva obra, dejándolo en manos del mayordomo Marcel para que se lo pasara a Nadezhda von Meck antes de su partida de Brailov (al principio, según Komarov, quería entregar el manuscrito solo para hacer una copia, pero al final decidió donarle el autógrafo), pero le pidió que le enviara una copia de la obra (a pedido de Chaikovski, debía ser realizada por un músico profesional Pyotr Danilchenko, para ser transferido a su editor para su publicación. El compositor escribió que estaba "insoportablemente triste" por separarse de la composición y dejar Brailov. Actualmente se desconoce el paradero del autógrafo.
Habiendo recibido el ciclo, Nadezhda von Meck dijo que estaba fascinada con él, pero cierta decepción se mezcló con elogios incondicionales. Escribió que supuso que le gustarían más las piezas cuando escuchara cómo sonaban interpretadas por un violinista. Su secretario personal Vladislav Pakhulsky era violinista, pero era tan miope que no podía leer las notas por encima del hombro de ella en una partitura de piano y cuando se escribió la carta aún no había hecho una copia separada de la parte de violín, por lo que la patrona del compositor estaba familiarizada con la obra solo a nivel de texto musical.
El 14 de junio de 1878, von Meck le escribió a Chaikovski: “En primer lugar, te agradezco mil veces desde lo más profundo de mi corazón el manuscrito que me dejaste en Brailov: no se me ocurre nada más bonito y mejor, caro que esto”. Tres meses después, el compositor recibió una copia - Pachulsky cumplió este encargo. Chaikovski inmediatamente envió una copia a su editor permanente Peter Jurgenson.
Alexander Komarov señaló que, a pedido de Chaikovski, Iosif Kotek corrigió las obras del ciclo en febrero de 1879.

## Edición del ciclo
El ciclo fue publicado por Peter Jurgenson en el mismo 1879. En mayo de este año, Jurgenson envió copias de la edición impresa al compositor. Unos días después, Chaikovski envió una de ellas a Nadezhda von Meck, quien le escribió con gratitud: “Mi querido y precioso amigo, ¡qué alegría me trajiste al enviarme una versión impresa de tus piezas para violín dedicadas a Brailov! Estoy inspirada, por así decirlo, a mi satisfacción por las palabras que aparecieron ante mis ojos: “Dedicado a B***** Souvenir d’un lieu cher” […]. Gracias, mi fiel amigo, una y otra vez. Tras la aparición de la primera edición del ciclo, Jürgenson también publicó cada una de las tres obras por separado: la primera en 1880, y las otras dos en 1884. El nombre del ciclo se convirtió en un misterio incluso para personas muy cercanas al compositor. En octubre de 1879, incluso Iosif Kotek, quien estuvo involucrado en la creación de la primera obra del ciclo, le preguntó a Chaikovski en una carta: “¿Hay 3 obras dedicadas a Brailov?”
La literatura musicológica moderna contiene la suposición a menudo errónea de que el título francés "Souvenir d'un lieu cher" supuestamente no fue sancionado por el compositor y apareció por primera vez solo en ediciones póstumas[30]. En particular, este punto de vista lo expresa Irina Okhalova en su libro sobre las obras para violín y orquesta de Chaikovski. Alexander Komarov rechaza esta afirmación, refiriéndose a la presencia del título en la portada de la edición de Jurgenson y la mención de este título en una carta de Nadezhda von Meck, así como en los anuncios de la partitura publicada, en particular en la revista mensual alemana Hofmeisters Musikalisch-literarischer Monatsbericht de agosto de 1884. Explica la existencia de un punto de vista erróneo por la ausencia de una inscripción en una copia de la edición de la obra de la biblioteca del Museo-Reserva Musical Memorial del Estado de P.I.
David Brown está totalmente de acuerdo con el punto de vista de Komarov. El nombre del ciclo "Souvenir d'un lieu cher", según David Brown, se lo dio el propio Chaikovski. Desde el punto de vista de un musicólogo, debería haber sido una muestra del agradecimiento del compositor a la dueña de la finca por un episodio feliz de su vida.

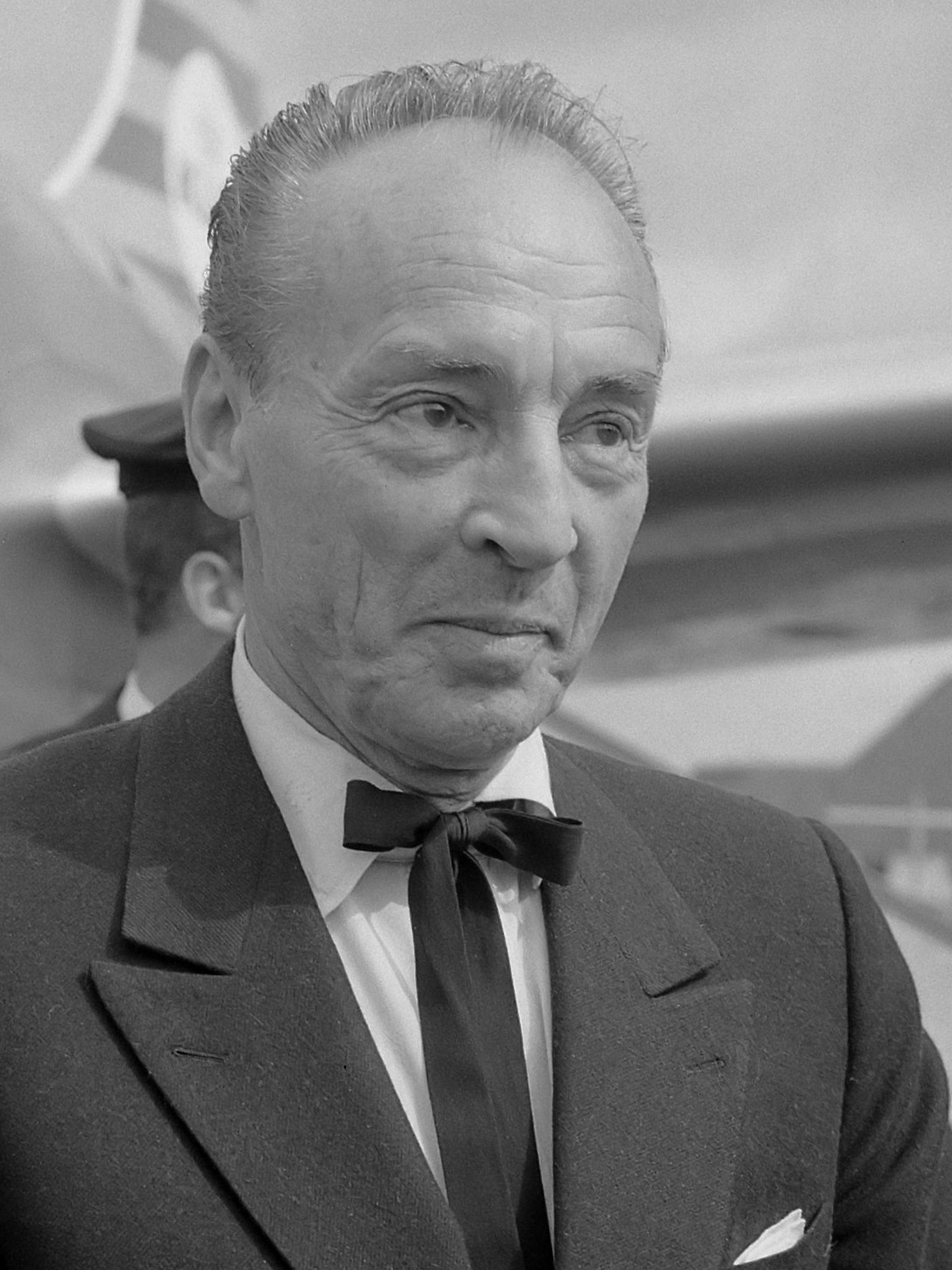
George Balanchine (1965)

## Repercusiones literarias
La escritora emigrante rusa Nina Berberova en la historia ficticia de la vida del compositor “Tchaikovsky. The Story of a Lonely Man” (1936) describe en detalle la vida de Chaikovski en Brailov en mayo de 1878, pero en particular el reloj de esmalte que Nadezhda Filaretovna le regaló a Chaikovski en 1880 en respuesta a “Memorias de un lugar querido”: “El reloj fue encargado en París y costó diez mil francos. Ambas tapas eran de esmalte negro con estrellas doradas. Por un lado, estaba pintada Juana de Arco a caballo, por el otro, Apolo con dos musas. Chaikovski no se separó de él hasta su muerte, pero, según cuenta la escritora, en el momento de recibir el reloj pensó: “Tal vez sería mejor que me diera dinero”.
En su historia ficticia de la relación entre Chaikovsky y von Meck, el escritor francés Henri Troyat describe en detalle la negativa del compositor a componer una obra para violín y piano por orden de su patrona, la estancia de Chaikovski en Brailov y Simaky, pero solo menciona brevemente el nombre de tres piezas para violín y piano.
El escritor Solomon Volkov en el libro "La pasión según Chaikovski". Conversaciones con George Balanchine" citó la opinión del coreógrafo sobre la primera obra del ciclo "Memorias de un lugar querido". Balanchine dijo que cuando la escucha, comprende lo solo y triste que estaba Chaikovski de vez en cuando. Llamó a la música de la obra “noble” y argumentó que desde los primeros sonidos (“desde la primera nota”) de “Meditaciones” uno puede determinar fácilmente que esta obra pertenece a Pyotr Ilich.
En la novela del escritor británico Joseph Hone, Firesong: una novela de Rusia, publicada en su primera edición en 1997, el ciclo de Chaikovski "Memorias de un lugar querido" es interpretado repetidamente por los personajes principales. Este libro es una saga familiar, que es una historia de afecto mutuo en la época de revoluciones y guerras por la que atraviesan Elena Rumovskaya y su hermano gemelo Sasha.